# 아케레 훔 아케레 툼
아케레 훔 아케레 툼(Akele Hum Akele Tum)은 인도에서 제작된 만수르 칸 감독의 1995년 드라마, 가족, 멜로/로맨스 영화이다. 아미르 칸 등이 주연으로 출연하였고 라탄 자인 등이 제작에 참여하였다.

## 출연

### 주연
- 아미르 칸
- 마니샤 코이랄라

### 조연
- 마스터 아딜
- 데벤 베르마
- 안잔 스리바스타브
- 로히니 해탠가디
- 탄비 아즈미
- 파레시 로월
- 라케쉬 로샨
- 샤피 이남다르
- 사티시 샤
- 하리쉬 파텔
- 나브닛 니샨
- 니어라즈 보라
- 무시타크 칸
- 디네시 힌구
- 라자크 칸
- 아예샤 줄카
- 간시암 로헤라

## 제작진
- 각색: 나시르 후세인